# Jennifer Weller
Jennifer Weller (* 9. Januar 1987 in München) ist eine deutsche Schauspielerin und Model.
Weller wuchs in Mittelfranken auf. Nach dem Schulabschluss erlernte sie den Beruf der Veranstaltungskauffrau und war in der Folge Produktions- und Regieassistentin. Anfang 2010 spielte sie die Rolle der Ling-Lu in dem deutschen Spielfilm Otto’s Eleven. 2013 übernahm sie in dem Kurzfilm The Last Show der Filmakademie Baden-Württemberg die Hauptrolle.
Als Model ist sie u. a. für Adidas, Quelle, Sport1 und AEG tätig gewesen. Sie wirkte 2012 auch in dem Musikvideo zum Lied Faraday von Captain Capa mit.
Weller lebt in Nürnberg.

## Filmografie
- 2010: Otto’s Eleven